# 小野市立旭丘中学校
小野市立旭丘中学校（おのしりつあさひがおかちゅうがっこう）兵庫県小野市にある公立中学校。

## 部活動

### 運動部
- 野球部
- サッカー部
- ソフトテニス部
- 卓球部
- 陸上競技部
- バスケットボール部
- バレーボール部

### 文化部
- 吹奏楽部
- 美術部
- ボランティア部

## 校区
- 小野市立中番小学校
- 小野市立大部小学校
- 小野市立下東条小学校

## 出身有名人
- 小林祐梨子 - 陸上競技選手
- 高橋昭一 - 政治家、メディアプランナー、アニメーション製作者

## 通学区域が隣接している学校
- 小野市立小野中学校
- 小野市立河合中学校
- 加東市立社学園小中学校
- 加東市立東条学園小中学校
- 三木市立三木中学校